# Ruben Saillens
Ruben Saillens, né le 24 juin 1855 à Saint-Jean-du-Gard et mort le 5 janvier 1942 à Condé-sur-Noireau, est un chantre, auteur et pasteur chrétien baptiste.

## Biographie
Ruben Saillens naît à Saint-Jean-du-Gard, dans les Cévennes, dans une famille protestante de tradition réformée qui se rattache au darbysme puis rejoint les Églises libres, c'est-à-dire indépendantes de l’État à l'époque du régime concordataire français. Il est attaché à l'héritage de Jean Calvin. Par un choix personnel, il devient pasteur baptiste.

### Ministère baptiste
Consacré comme pasteur le 18 août 1879, il assure l'intérim à l'Église évangélique baptiste de Paris, 48 rue de Lille. Il collabore auprès du pasteur Robert Whitaker McAll au développement de la Mission populaire évangélique. En 1888, il fonde une église baptiste au 133 rue Saint-Denis, qui déménage au 61 rue Meslay puis en 1928 inaugure ses locaux au 163bis rue Belliard dans le 18e arrondissement de Paris - l'Église du Tabernacle.
En 1905, son gendre Arthur Blocher partage la tache pastorale avec lui, puis à sa mort en novembre 1929 lui succède Madeleine Blocher-Saillens, épouse d'Arthur Blocher et fille de Ruben Saillens. C'est la première femme pasteure en France.

### Engagement interconfessionel
Ruben Saillens traverse une crise personnelle en 1886. C'est un tournant et, après cette date, il s'investit beaucoup dans l'expansion baptiste en France à laquelle il apporte une « impulsion décisive ».
À partir de 1905, las des divisions et querelles internes aux églises baptistes françaises, il prend du champ et se tourne vers l'ensemble des publics protestants. Il se consacre alors en priorité à la prédication évangélique, dans un cadre interconfessionnel, comme dans les conventions de Lézan et Nîmes (France), Chexbres et Morges (Suisse). Il publie des écrits théologiques et des recueils de prédication. Il fonde en 1921, avec son épouse Jeanne, l'Institut biblique de Nogent, qui forme des pasteurs et des missionnaires.
Selon Sébastien Fath, il milite pour l'envoi d'un pasteur auprès des bagnards de Cayenne et s'engage en faveur d'Alfred Dreyfus.

### Hymnologie
Il est l'auteur ou le traducteur de plus de 160 cantiques, réunis pour la plupart dans le recueil Sur les ailes de la foi. Il écrit en particulier La Cévenole, chant emblématique des protestants français méridionaux, entonné chaque année lors de l'Assemblée du Désert au Mas Soubeyran.

## Vie privée
Il épouse Jeanne Crétin le 1er août 1877. Ils ont cinq enfants, dont Madeleine Blocher-Saillens, première pasteure protestante française. Une autre de leurs enfants, Marguerite Wargenau-Saillens, a consacré un ouvrage à ses parents, Ruben et Jeanne Saillens évangélistes.

## Publications
- (Recueil de cantiques) Sur les ailes de la foi, Nogent-sur-Marne, Institut biblique, 1977.
- Nos droits sur Madagascar et nos griefs contre les Hovas examinés impartialement, Paris, P. Monnerat, 1885
- Dieu protège la France, Alençon, Impr. A. Lepage, 1885
- A demi-voix, poèmes, Paris, P. Monnerat, 1886
- Environ 160 chants publiés séparément, comme, en particulier:
- La Cévenole illustrée, paroles de R. Saillens, musique de L. Roucaute, Valence, Impr. Réunies, Ducros et Lombart, 1926
- (en) The Soul of France, London, Morgan & Scott, 1916
- Le mystère de la foi, Nogent-sur-Marne, Institut biblique, 1931
- Contes du dimanche, Paris, 1904. 2e ed., Nogent-sur-Marne, Institut biblique, 1937
- Le mystère de l’Église, Nogent-sur-Marne, Institut biblique, 1938
- Grâce et Vérité, Valence, Imprimeries réunies, 1939
- L'ami de la maison, journal mensuel 1873  Administration: Courbevoie (Seine)  Dépôt général Paris, 1873-1911.